# Powódź w Europie (1813)
Powódź w Europie w 1813 – powódź, która przeszła przez Węgry, Polskę, Niemcy i Czechy w dniach 27–30 sierpnia 1813. Przyczyniła się do załamania kampanii napoleońskiej na Śląsku.

## Przebieg powodzi
Powódź zaczęła się od intensywnych opadów deszczu, które trwały 72 godziny. Powódź objęła m.in. tereny Krakowa i okolic, w tym: wzgórze wawelskie, Podgórze z rynkiem, Półwsie Zwierzynieckie, Błonia, Ogród Botaniczny, Grzegórzki, Kapelankę, Dębniki, Zakrzówek, Ludwinów oraz grunty Bieżanowa, Prokocimia i Płaszowa. 

## Upamiętnienie
Powódź upamiętniono tablicą wykonaną z czarnego marmuru i umieszczoną w kościele oo. Bernardynów oraz znakami powodziowymi.